# 范长江
范长江（1909年—1970年10月23日），原名希天，男，四川内江人，中国新闻记者、编辑。民国时期《大公报》通讯记者，后转向共产党阵营，中华人民共和国成立后担任《解放日报》社长、新闻总署副署长、《人民日报》社长、国家科委副主任、全国科协副主席兼党组书记等职。文革时期遭到监禁并受到迫害，1970年在其下放劳改地河南确山一口枯井中发现其遗体，懷疑为自杀身亡。1978年12月27日得平反。

## 生平
1927年初，报考黄埔军校未果的范长江进入中法大学重庆分校学习。中法重庆分校是吴玉章创办的一所宣传马列主义、培养革命干部的学校。南京事件发生后，范长江参加示威，并与镇压示威的重庆军阀產生衝突，被地方当局通缉，被迫离开重庆，来到武汉。加入了贺龙的国民革命军第20军教导团，成为一名学生兵，并随贺龙部转赴南昌。1927年8月1日，范长江参加了“八一”南昌起义，随部转战途中遭其他部隊围攻与部队失去联系，辗转到了南京。 
1928年考入南京中央政治学校乡村行政系。该校原名中央党务学校，是国民党培养行政干部，蒋介石兼任校长。选学乡村行政系，打算“将来在穷乡僻野中建立一个理想的世界”。在该校加入国民党。九一八事变后脱离该校。
1932年初，范长江来到北平，在黎锦熙主持下的国语大辞典编纂处谋得一份剪贴资料的工作。1932年秋天，进入了北京大学哲学系学习。1933年下半年起，为北平《晨报》、《世界日报》和天津《大公报》、《益世报》等撰稿。
1935年7月，以《大公报》旅行记者的身份，从上海出发沿长江西上，在四川做短暂停留后，经四川江油、平武、松潘，甘肃西固、岷县等地，两个月后到达兰州。在兰州稍事休整后，他又向西深入到敦煌、玉门、西宁，向北到临河、五原、包头等地进行采访。深入西北地区考察旅行历时10个月，行程6000余公里，所写旅行通讯在《大公报》上连载，公开报道了红军长征和西北状况，引起轰动。在《岷山南北剿匪军事之现势》和《成兰纪行》两篇文章中，第一个向读者传递了红军长征的有关信息。一举成为闻名全国的新闻记者。这些通讯后来辑为《中国的西北角》一书出版，半年内重印7次。1936年8月赴綏遠西部采访，所写通讯辑为《塞上行》一书出版。又写出了《从嘉峪关说到山海关》、《百灵庙战后行》、《忆西蒙》等著名的通讯。
西安事变发生时范长江正在绥东的红格尔图采访。“本人决心不惜一切代价，到西安去，一探中国政治之究竟。” 当时西北对外交通完全断绝，范长江利用各种私人关系，冒险飞赴兰州。他说服了甘肃省主席兼51军军长于学忠，特拨给军用卡车一辆，还选派了数名全副武装卫士随车护送前往西安。1937年2月2日傍晚，范长江终于在乱军丛中，顶风冒雪，抵达西安，在杨虎城公馆采访了周恩来。1937年2月9日，与博古和罗瑞卿同行到达延安。当天下午，红军大学举行了热烈的欢迎仪式，范长江先后见到了林彪、廖承志、朱德等。毛泽东就中国革命的性质、任务和当时共产党的总路线、总政策，抗日民族统一战线等问题作了深入分析，并建议范长江立即回上海，利用《大公报》的影响，宣传抗日民族统一战线政策。。范长江立即返回西安，2月14日又由西安回到上海。1937年2月15日发表在《大公报》上海版和天津版的《动荡中之西北大局》时逢蒋介石主持召开中国国民党五届三中全会通过了“根绝赤祸案”，在形式上结束了十年剿匪战争，奠定了国共谈判的基础。该文不仅报道了西安事变的史实，而且清楚地传达了中国共产党抗日民族统一战线的政策和主张，轰动了朝野，蒋介石把将正在南京与会的《大公报》社总编辑张季鸾狠骂了一通，并命令此后严加检查范长江的文章和私人信件。
抗战爆发后，采写大量战地通讯。1937年11月8日，在周恩来的直接指导下，范长江与胡愈之等团结全国广大进步记者，组成了“中国青年记者协会”。”这就是中华全国新闻工作者协会的前身。这一天，也成为后来的中国记者节。1938年3月，与恽逸群等人发起成立中国青年新闻记者学会，网罗了众多红色背景和亲共的新闻工作者。
1938年10月脱离《大公报》，脱离原因存在争议，后与胡愈之、孟秋江等人创办国际新闻社。
1939年5月，在重庆曾家岩五十号“周公馆”里，由周恩来作为介绍人，范长江秘密地加入了中国共产党，并指定与周恩来、李克农单线联系。，后与沈钧儒的女儿沈谱相识，结为伉俪。1941年5月在香港与邹韬奋等创办《华商报》。1942年后进入苏北解放区，先后任新华社华中分社社长、《新华日报》华中版社长、华中新闻专科学校校长。
抗日战争胜利后，中共代表团由重庆迁往南京，范长江被周恩来指名由华中解放区飞抵南京，任代表团新闻处处长，并担任中共对外发言人。经常发布代表团的各种宣言，还要接见频频来访的各界人士，向他们解释中共的政策和回答各种问题，成为中国共产党宣传窗口。国共和谈彻底破裂后，随周恩来由南京飞回延安。1947年任新华社“四大队”队长，随党中央转战陕北，负责新闻宣传工作。1949年任新华社副社长。1月，作为新闻先遣队负责人之一，从西柏坡出发到北平接管新闻报业。1月31日进去北平，任中共北平市委机关报《人民日报北平版》总编辑。3月15日《人民日报北平版》停刊，范长江随同第三野战军领导机关南下上海，担任新创刊的中共上海市委机关报《解放日报》社长。
1950年1月，调往北京，任人民日报社社长。任社长期间，因对一些老干部提出过于严厉的批评，产生很多矛盾。
1952年初春，临时调到中国人民大学领导“三反”、“五反”运动；同时人民日报社内部运动也达到高潮，一些干部对范长江提出很多尖锐的批评。胡乔木得知消息后派黎澍到人民日报报社调查，后让范长江在编委会做了两次检查。因矛盾依然过于尖锐，1952年6月将范长江调离人民日报社。
1952年任政務院文化教育委員會副秘書長。1954年，他轉任國務院第二辦公室副主任。1956年任國家科委副主任，兩年後任全國科協副主席兼黨組書記。
文革爆发后遭到迫害。1969年3月，随首批500名党员领导干部与高级研究人员接受改造和锻炼、批判，到河南省驻马店市确山县瓦岗镇薄山林场芦庄林区（中国科学院五七干校所在地），下放劳动。1970年10月23日在河南确山一口枯井中发现范长江的遗体，死因未明。
1978年12月27日，在北京八宝山革命公墓举行了范长江追悼会，平反昭雪，恢复名誉。胡耀邦亲自主持了追悼会。2004年10月16日，其纪念铜像在上海福壽園落成。

## 评价及影响
- 范長江被认为是第一位報導紅軍并引起轰动的國統區記者。抗日戰爭中他是活躍在各戰區的戰地記者，共产党及其宣传机构在中华民国大陆统治时期和范长江身后均给予了范长江极高的评价和肯定。周恩來曾在給他的信中称赞道：「聽到你飽載著前線上英勇的戰訊，並帶著光榮的傷痕歸來，不僅使人興奮，而且使人感念。」
- 在范长江老家四川内江建有范长江纪念馆。为范长江故居，位于东兴区田家镇[13]。此外，内江师范学院的新闻学院也以范长江的名字命名。[14]
- 1991年，中国记者协会与范长江新闻奖基金会联合设立了“范长江新闻奖”，成为表彰奖励中华人民共和国中青年新闻记者的全国性高层次新闻奖，2005年与韬奋奖合并为长江韬奋奖。

## 作品
- 《塞上行》
- 《中国的西北角》

## 家庭
- 妻子沈谱（1917年11月12日-2013年12月3日）[15]，沈钧儒之女[8]。
- 長子范苏苏[11]
- 次子范东升，文革后中国人民大学新闻系第一届本科生，现为汕头大学长江新闻传播学院常务副院长。
- 幼子（？）范小建，曾任农业部副部长，现任中国国家扶贫办主任